# Giovanni Lorenzo d'Anania
Giovanni Lorenzo d'Anania, o Gian Lorenzo d'Anania; in latino: Johannes Laurentius Anania (Taverna, 1545 – Taverna, 1609), è stato un geografo e teologo italiano.

## Biografia
Non sono noti con certezza molti dati biografici di Gian Lorenzo d'Anania. Non sono note con certezza le date di nascita e di morte. Nacque a Taverna, una città in provincia di Catanzaro nella Sila Piccola, e studiò scienze naturali, lingue e teologia probabilmente a Napoli. Visse comunque sicuramente per alcuni anni a Napoli, dove fu insegnante dell'arcivescovo Mario Carafa. Alla morte del Carafa (11 settembre 1575) ritornò a Taverna dove rimase fino alla morte (fra il 1607 e il 1609).
Nel periodo in cui risiedeva a Napoli venne pubblicata la sua opera più nota, L'Universale fabbrica del Mondo, ovvero Cosmografia (1573), un'opera di geografia costituita da un Proemio e quattro trattati in quattro tomi, fondamentale per fare il punto sulle conoscenze geografiche nella seconda metà del XVI secolo. Nell'opera, di cui venne approntata una nuova edizione a Venezia nel 1576, alla geografia fisica, l'Anania faceva seguire informazioni di natura storica e antropologica, comprese informazioni sulla fede religiosa. Il più ampio dei quattro Trattati è il primo, dedicato alle regioni europee (nell'ordine: Irlanda, Inghilterra, Scozia, Portogallo, Spagna, Francia e Svizzera, Valle del Reno e Olanda, Germania, Danimarca, Italia, Slavonia, Bosnia e Rascia, Albania, Bulgaria, Romania, Grecia, Polonia, Estonia, Lettonia, Lituania, Norvegia, Svezia, Finlandia, Russia Ucraina, Terre Artiche); i restanti tre trattati descrivono l'Asia, l'Africa e le Indie Occidentali. Una edizione critica dell'opera, a cura di Ulderico Nisticò, è stata pubblicata di recente (2005-09) dalla Rubbettino.
Di altro genere è il trattato teologico De natura daemonum, pubblicato per la prima volta a Venezia nel 1570, in cui Anania sostiene la reale esistenza dei demoni, esseri malvagi i quali rendevano efficaci le opere degli astrologi e dei negromanti, ed erano responsabili, nell'uomo, di alcune malattie la cui guarigione era possibile con l'intercessione dei santi. Il De natura daemonum venne ristampato numerose volte, anche da Aldo Manuzio. Nel 1654 il nipote di Gian Lorenzo, Marcello Anania, ne allestì una edizione, intitolata De substantiis separatis, contenente l'opera inedita De natura Angelorum.

## Opere
- De natura daemonum, Venetiis, 1570.
- Dell'Vniuersal fabrica del mondo trattato dell'eccell. M. Lorenzo Anania della città di Tauerna cosmografo, et teologo doue s'ha piena notitia de i costumi, leggi, città, fiumi, monti, prouincie, & popoli del mondo, Napoli : appresso Gioseppe Cacchij dell'Aquila, 1573.